# عوديشو الخامس خياط

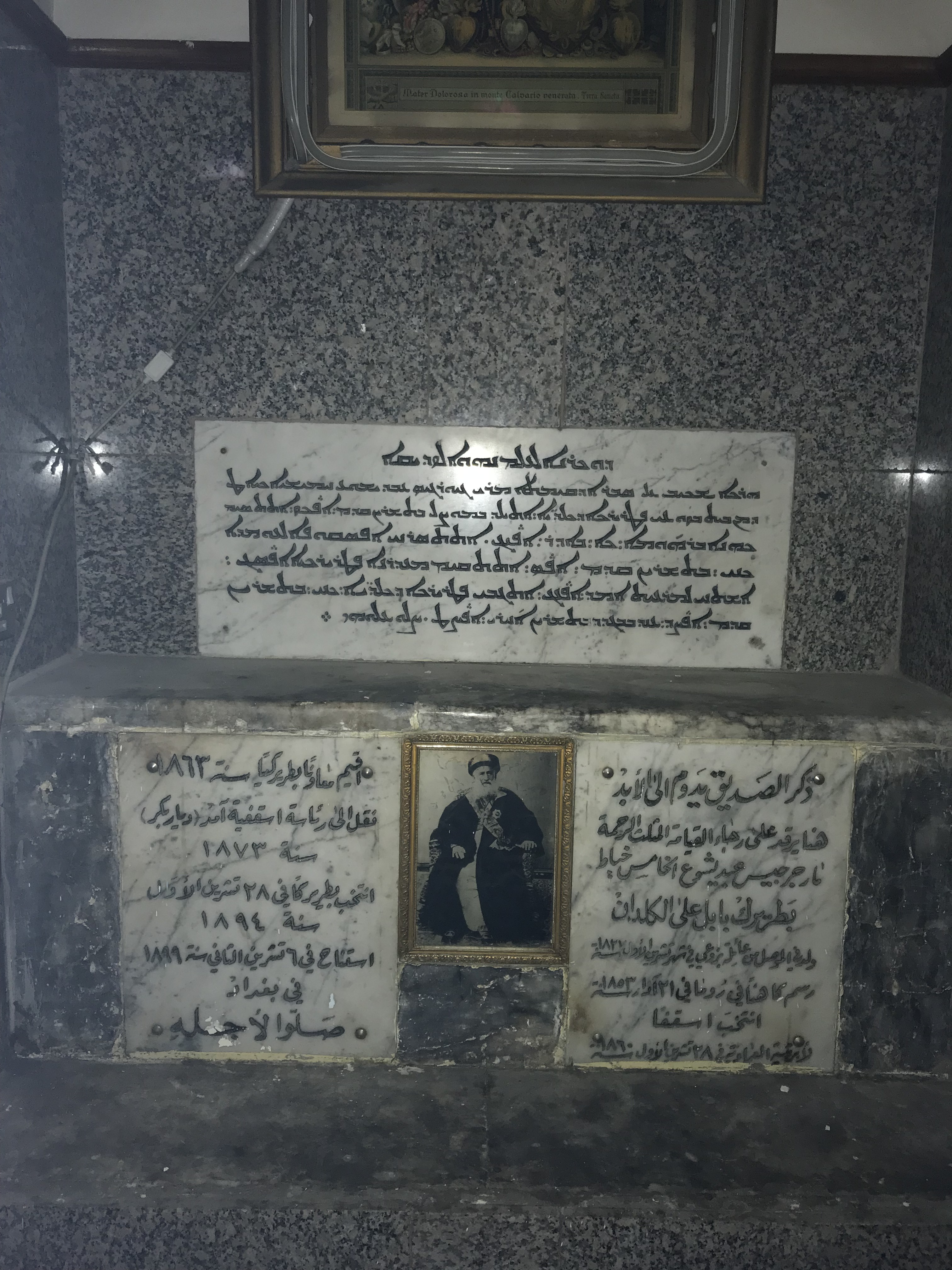
قبر البطريرك مار عوديشو خياط داخل كنيسة أم الأحزان في بغداد

عوديشو الخامس خياط واسمه الحقيقي غورغيس عبد يسوع خياط هو بطريرك الكنيسة الكلدانية الكاثوليكية من سنة 1894 إلى سنة 1899. ولد في يوم 15 أكتوبر 1827 في الموصل. تلقى تعليمه في روما وبعد عودته سيم أسقف على العمادية من قبل البطريرك يوسف السادس أودو، وفي سنة 1894 أختير ليكون بطريرك بابل على الكلدان خلفاً لإيليا الثالث عشر عبو اليونان، أنتقل في أيامه الأخيره إلى بغداد واستقر في كنيسة أم الأحزان وتوفي ودفن هناك في سنة 1899 ليخلفه يوسف عمانوئيل الثاني توما.